# Frédéric Jacques Temple
Frédéric Jacques Temple (Montpellier, 18 agosto 1921 – Aujargues, 5 agosto 2020) è stato uno scrittore e poeta francese.
Variegata nella sua unità, la sua opera comprende poesie (raccolte nel 1989 in un'Antologia personale), romanzi, racconti di viaggio e saggi. È anche autore di traduzioni dall'inglese in francese (Thomas Hardy, David Herbert Lawrence, Henry Miller, Lawrence Durrell...).

## Vita
Nella sua città natale, Frédéric Jacques Temple ha frequentato il Collège de l'Enclos Saint-François dove, come dirà lui stesso "la musique et l'art comptaient autant que les études" (la musica e l'arte contavano tanto quanto gli studi). Celebrerà questo luogo mitico, oggi scomparso, ne L'Enclos.
Dal 1943 fa parte del Corps Expéditionnaire Français del generale Juin nella campagna d'Italia (Abruzzo, Montecassino, Garigliano). Questa esperienza di guerra, che lo segna profondamente, è testimoniata dal racconto La Route de San Romano e dalle sue poesie di guerra (Poèmes de guerre). Trasferito, diventa giornalista in Marocco poi a Montpellier. Nel 1954 verrà chiamato a  dirigere la Radiodiffusion Télévision Française (poi ORTF e France 3) per la regione di Montpellier, la Languedoc-Roussillon. Occuperà tale posto fino al 1986.
L'incontro con Blaise Cendrars, nel 1949, è stato decisivo per la sua vocazione di scrittore. Gli renderà omaggio nella poesia Merry-go-round. Come l'autore di Transsibérien, Temple è un poeta del mondo intero. Profondamente legata alla sua regione natale, l'opera di quest'uomo del Sud non ha mai smesso di aprire le porte a nuovi orizzonti (Stati Uniti, Québec, Brasile, Russia) e quel gusto del viaggio ha fatto intravedere a volte in lui un poeta americano.
La sua carriera intellettuale è costellata di collaborazioni e amicizie con scrittori, poeti e pittori: Henry Miller, Henk Breuker, Curzio Malaparte, Joseph Delteil, Nino Frank, Richard Aldington, Camilo Jose Cela, Lawrence Durrell, Jean Carrière, Gaston Miron; Jean Hugo, Albert Ayme, Vincent Bioulès, Alain Clément, Pierre Soulages. Soprattutto con pittori ha spesso collaborato per realizzare libri preziosi e ricercati.

## Opere
Poesie di guerra, Eva Edizioni 2001